# Pontevedra Club de Fútbol 1965-1966
Questa voce raccoglie le informazioni riguardanti il Pontevedra Club de Fútbol nelle competizioni ufficiali della stagione 1965-1966

## Stagione
Nella stagione 1965-1966, il Pontevedra, appena salito in Primera División per la prima volta nella sua storia, concluse il campionato al settimo posto in classifica.
In Coppa del Generalísimo il club galiziano fu subito eliminato, ai sedicesimi di finale, da un altro club della Galizia: il Deportivo La Coruña.

## Rosa
| N. |                   | Ruolo | Calciatore                         |
| -- | ----------------- | ----- | ---------------------------------- |
|    | Spagna (bandiera) | P     | Juan Antonio Celdrán               |
|    | Spagna (bandiera) | P     | José María Cobo                    |
|    | Spagna (bandiera) | P     | Carmelo García de Iturrospe García |
|    | Spagna (bandiera) | P     | Mariano Martín Guerrero            |
|    | Spagna (bandiera) | D     | Manuel Batalla                     |
|    | Spagna (bandiera) | D     | Eduardo Chicharro Calleja          |
|    | Spagna (bandiera) | D     | José Luis Azcueta                  |
|    | Spagna (bandiera) | D     | Eduardo Dapena                     |
|    | Spagna (bandiera) | D     | José Antonio Irulegui              |
|    | Spagna (bandiera) | C     | José Vallejo                       |
|    | Spagna (bandiera) | C     | Constantino Roldán                 |

| N. |                   | Ruolo | Calciatore               |
| -- | ----------------- | ----- | ------------------------ |
|    | Spagna (bandiera) | C     | Juan Norat               |
|    | Spagna (bandiera) | C     | José Luis Quiroga        |
|    | Spagna (bandiera) | A     | Ignacio Martín-Esperanza |
|    | Spagna (bandiera) | A     | Nemesio Martín           |
|    | Spagna (bandiera) | A     | José Miguel Odriozola    |
|    | Spagna (bandiera) | A     | Rafael Ceresuela         |
|    | Spagna (bandiera) | A     | José Ramón Fuertes       |
|    | Spagna (bandiera) | A     | José Jorge               |
|    | Spagna (bandiera) | A     | Francisco Plaza          |
|    | Spagna (bandiera) | A     | José Luis Iglesias       |
|    | Spagna (bandiera) | A     | Julián Rodríguez Roldán  |